# Andrew Montague

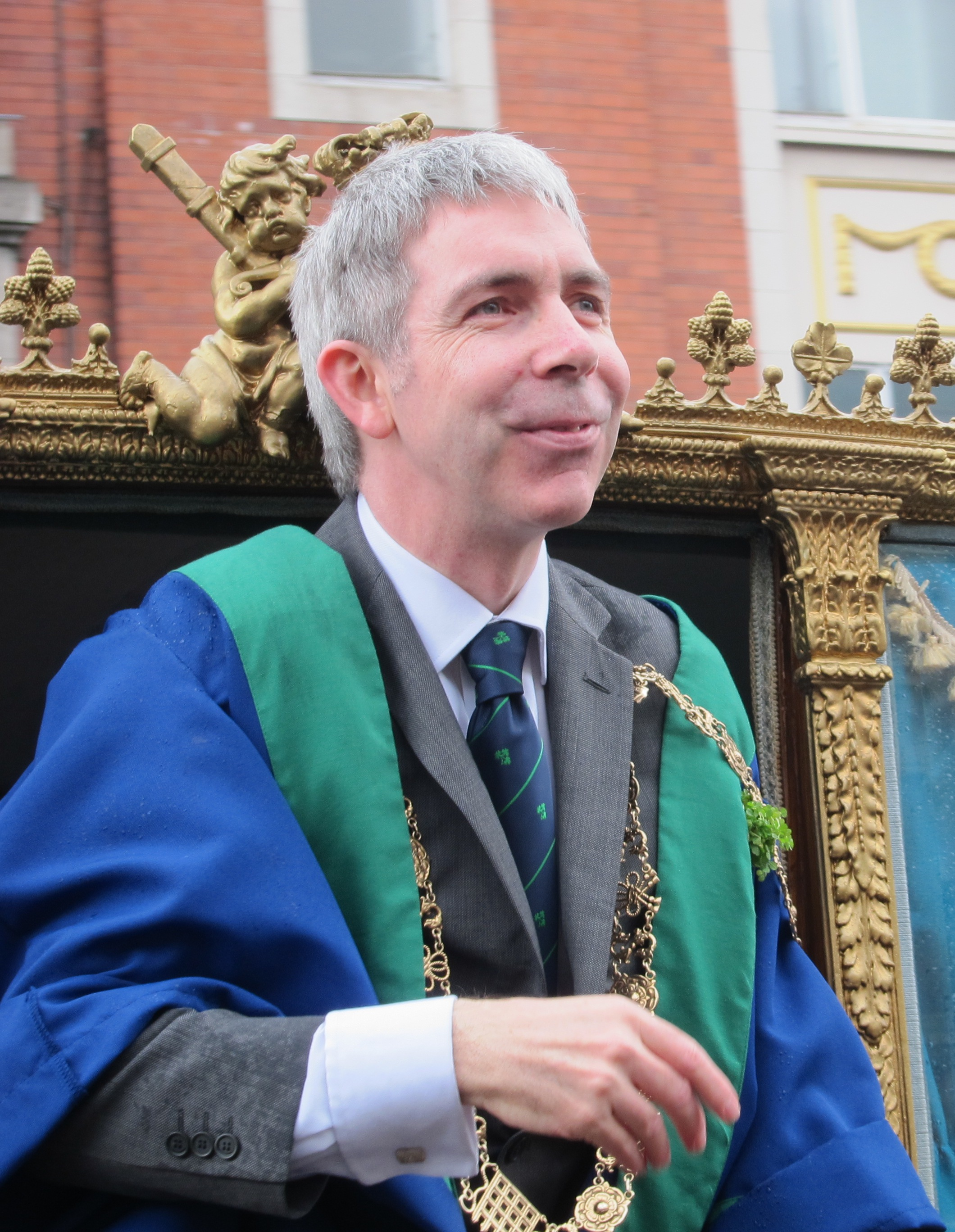
Andrew Montague während der Saint-Patrick’s-Day-Parade in Dublin 2012

Andrew Montague ist ein irischer Politiker und war von Juni 2011 bis Juni 2012 Oberbürgermeister von Dublin.
Montague studierte Veterinärmedizin am University College Dublin und erhielt dort 2000 seinen Master. 
Er gehört der Irish Labour Party an und wurde im Juni 2004 erstmals in den Stadtrat von Dublin (Dublin City Council) gewählt. Juni 2009 erfolgte seine Wiederwahl. Am 27. Juni 2011 wurde er mit 29 Stimmen zum neuen Oberbürgermeister von Dublin (Lord Mayor of Dublin) gewählt und löste damit Gerry Breen ab. 10 Stimmen entfielen auf den Unabhängigen Ciarán Perry, 5 Stimmen auf den Kandidaten der Sinn Féin Larry O’Toole. Montague hatte bereits von Juni 2004 bis Juni 2005 als stellvertretender Oberbürgermeister (Deputy Lord Mayor of Dublin) fungiert.
Am 25. Juni 2012 wurde Naoise Ó Muirí von der Fine Gael zu seinem Nachfolger gewählt.
2019 wurde er nicht mehr in den Dublin City Council gewählt. Der Versuch, für den Dáil Éireann zu kandidieren, scheiterte ebenfalls.
Neben seiner politischen Tätigkeit arbeitet Montague als Webdesigner.